# Boye Junge
Johan Boye Junge (født 25. august 1697 i Herzhorn, Holsten, død 21. marts 1778 i København) var en dansk-tysk tømrer- og bygmester, som primært er kendt for spiret på Sankt Petri Kirke i København. Johan Boye Junge var hans brodersøn.
Han arbejdede som tømrermester og entreprenør i København fra 1730'erne og til sin død. Han var vicebranddirektør. Han fik rejsepas 9. juni 1741 til udlandet, men rejsemålet er ukendt. 
Junge var gift 1. gang med Birgitte Heining (ca. 1680 – 1757) og 2. gang med Friederike Louise Eilerts (3. april 1715 – 25. februar 1783). Han er begravet i Sankt Petri Kirkes gravkapeller i København, hvor der er rejst et epitafium over ham udført af Andreas Weidenhaupt.

## Værker
- Tårnet på Københavns 1. rådhus mellem Gammeltorv og Nytorv (1731)
- Arbejdede ved Nicolai Eigtveds ombygning af Prinsens Palæ (1743-44)
- Spiret på Skt. Petri Kirke, Nørregade, København (1757, efter egen tegning fra 1750)
- Arbejdede på Christiansborg Slot og Amalienborg-palæerne